# Phrynobatrachus ruthbeateae
Phrynobatrachus ruthbeateae é uma espécie de anfíbio anuro da família Phrynobatrachidae. Está presente nos Camarões. A UICN classificou-a como pouco preocupante.